# Bevara äktenskapet
Bevara äktenskapet var en kampanj som initierades av bland andra biskop Anders Arborelius (Katolska kyrkan i Sverige), pastor Sten-Gunnar Hedin (Pingströrelsen i Sverige) och generalsekreterare Stefan Gustavsson (Svenska Evangeliska Alliansen). Den riktade sig mot den då påtänkta ändring av den svenska lagstiftningen som några år senare gjorde äktenskapet könsneutralt i juridisk mening. Kampanjens petition offentliggjordes 22 februari 2006 och samlade ungefär 60 000 namnunderskrifter.
Kampanjens annonser i Stockholms tunnelbana föranledde protester från RFSL, som hävdade att annonseringskampanjens budskap stärkte heteronormativiteten och var stötande för bi- och homosexuella.